# Személyazonosító igazolvány
A személyazonosító igazolvány (2000-ig személyi igazolvány) egy Magyarországon 1954-ben bevezetett hatósági igazolvány, mely hitelt érdemlően igazolja tulajdonosának a személyét és adatait.
2000-től a személyazonosításra alkalmas okmányok köre az útlevéllel, 2001-től pedig a kártya típusú vezetői engedéllyel bővült: aki ezek bármelyikével rendelkezik, annak a személyazonosító igazolvány kiváltása nem kötelező.

## Bevezetése

### Előzményei
1945 után – különös tekintettel a második világháború eseményeire – szükségessé vált az állampolgárok nyilvántartásának rendezése.
Bár 1945 márciusában kötelezővé tették az egyszeri bejelentkezést, majd a 253.600/1946. BM számú rendelet országosan elrendelte az állampolgárok be- és kijelentkezési kötelezettségét, a lakcímváltozások bejelentését, nem került az állampolgárok birtokába a személyazonosságuk és egyéb adataik hitelt érdemlő igazolására alkalmas igazolvány. A bejelentőlap szelvénye igazolta a lakóhelyet, de fényképet nem tartalmazott. Az egyéb adatok igazolására sok más okirat, bizonyítvány stb. használatára volt szükség.
A II. világháború után alkotott első, 1949. február 1-jén hatályba lépett állampolgársági törvény (1948. évi LX. tv.) 33. §-ában a magyar állampolgárok nyilvántartásba vétel céljából való összeírását rendelte el. A személyi nyilvántartás létrehozását célozta a 458.300/1949/218 BM rendelet, amely egyszeri általános lakcím-bejelentkezési kötelezettséget írt elő 1949. november 1-15. között, állampolgárságra, nemre, korra, lakáshelyzetre való tekintet nélkül. Az általános bejelentkezési kötelezettség elrendelése és végrehajtása azonban nem oldotta fel az egységes, a személyazonosságot hitelt érdemlően bizonyító igazolvány rendszeresítésének hiányát.

### Az 1952-es előterjesztés
A Magyar Dolgozók Pártja Adminisztratív Osztálya 1952. november 5-én terjesztette be az MDP Titkárságához a személyi igazolványok bevezetésére vonatkozó javaslatot. Aláírók: Keleti Ferenc osztályvezető és Házi Árpád belügyminiszter. Az előterjesztést Nagy Imre láttamozta.
Az előterjesztés szövege szerint „1953. június 1-től 1955. június 1-ig fokozatosan 5 évig érvényes „Személyi igazolvány”-nyal kell ellátni minden magyar állampolgárt, aki tizenötödik életévét betöltötte, vagy az év folyamán betölti és az ország területén tartózkodik. A személyi igazolvány az egyetlen hitelt érdemlően igazoló okmány, amelyet mindenki köteles gondosan megőrizni és állandóan magánál tartani. […] A személyi igazolvány helyettesíti a születési és házassági anyakönyvi kivonatot, az állampolgársági bizonyítványt, valamint hitelt érdemlően igazolja a munkakönyv kiadását, illetve a munkahelyet.”
Az állampolgárok első igazolvánnyal történő ellátását a lakóhelyen, az 50 főnél több munkavállalót foglalkoztató üzemek, hivatalok munkavállalóit, az iskolák, tanfolyamok résztvevőit az intézményben kell ellátni.
A tényleges igazolvány kiosztást végző szervezeteket az Országos Rendőrkapitányság keretében létrehozott osztály irányításával és közvetlen munkájával kellett élete kelteni.

### Az 1954-es rendelet
Az 1/1954. (I.9.) minisztertanácsi rendelet és annak végrehajtására kiadott l/1954. belügyminiszteri rendelet alapján került sor első esetben az ország 16 éven felüli lakosságának személyi igazolvánnyal történő ellátására. Az első rész a lakosság személyi igazolvánnyal való ellátását, a második a be- és kijelentési kötelezettséget, a harmadik a büntető rendelkezéseket, a negyedik az átmeneti és záró rendelkezéseket tartalmazta.
A VII. o. 20-10/7/954. sz. „szigorúan titkos” minősítésű utasítása szabályozta a lakosság személyi igazolvánnyal való ellátásával kapcsolatos rendőri feladatokat. Az igazolványok kiállításához az alábbi iratok, igazolások beszerzésére volt szükség: születési, illetve házassági anyakönyvi kivonat, állandó és ideiglenes lakás bejelentését igazoló szelvény, a 22–50 éves hadköteles férfiaktól katonai igazolvány, a 20–22 év közötti férfiaktól összeírási igazolvány, munkáltatói igazolvány, a 16. életévüket betöltött fiataloktól iskolai igazolvány (ha azt állították, hogy valamely tanintézet hallgatói), kisiparosoktól, egyénileg gazdálkodó parasztoktól, napszámosoktól, valamint szabadfoglalkozásúaktól a helyi tanács vb által kiállított, foglalkozást bizonyító igazolás, 2 darab (4×4 cm-es) fénykép, állandó személyi igazolványhoz 4 Ft-os, ideigleneshez 2 Ft-os illetékbélyeg.
1954-ben Budapesten, Bács, Pest és a dunántúli megyékben (Baranya, Fejér, Győr, Komárom, Somogy, Tolna, Vas, Veszprém, Zala) 1955-ben Békés, Borsod, Csongrád, Hajdú, Heves, Nógrád, Szabolcs, Szolnok megyében osztották ki az első személyi igazolványokat.
Minden magyar állampolgárnak – egy időben – egy személyi igazolványa lehetett. Kétféle igazolvány volt forgalomban: állandó és ideiglenes személyi igazolvány. Utóbbi legfeljebb 3 hónapra szólt, azoknak kell kiállítani, akik a részükre kiállított személyi igazolványt elvesztették.

## Változásai az évek alatt

### 1954–1957
Az állandó személyi igazolvány kivitelezését tekintve 8×12 cm méretű, bordó színű könyvecske, mely bőrvászonnal bevont karton fedőlapból 3–30-ig számozott oldalból áll. Az első fedőlap külső oldalán az első kiadásban aranyozott, a második kiadásban saját színében dombornyomással MAGYAR NÉPKÖZTÁRSASÁG, SZEMÉLYI IGAZOLVÁNY felirat és a Magyar Népköztársaság címere látható. Az 1954 és 1957 közötti időben kiadott igazolványon az 1949. évi államcímer látható. („Kétoldalt búzakoszorúval egybefogott kerek, világoskék mezőben kalapács és búzakalász, a mező felső részében a mezőbe sugarakat bocsátó vörös csillag, alján piros–fehér–zöld színű szalag.”) A lapok hajszálvékony, szabálytalan alakú köríveket ábrázoló, összefüggő, világosbordó színű alnyomatos papírból készültek. Az oldalakon alnyomásszerűen a SZEMÉLYI IGAZOLVÁNY felirat és a Magyar Népköztársaság címere látható. A személyi igazolvány páratlan oldalának alsó szélén, díszes rajzolatú kerettel körbefogva, fehér betűkkel a Magyar Népköztársaság felirat olvasható. A páros oldalon található a személyi igazolvány sorozata és száma. A sorozat két betűből és esetenként római számból áll. Közvetlenül mellette az igazolvány hat számjegyű száma, a 100 000-en aluli számoknál helypótlóként 0 áll. Az igazolvány lapjain vízjel látható. Az első kiadásban a Szabadság-szobor, a második kiadásban ötágú csillag, a középpontból kiinduló és csúcsokban végződő belső árnyékolással. Az igazolvány második oldalán felül 4×4 cm méretű hely van fénykép számára. A belügyminiszteri rendelet szerint a kiadott személyi igazolvány tartalmazta az igazolvány tulajdonosának fényképét, a kiállító rendőri szerv szárazbélyegzőjének lenyomatát, a tulajdonos saját kezű aláírását, családi és utónevét (asszonynál a leánykori családi és utónevét is), születési helyét, születése idejét (év, hó, nap), foglalkozását, szakképzettségét, katonai igazolványának számát, állampolgárságát, anyjának leánykori családi és utónevét, apjának családi és utónevét, a személyi igazolvány kiállításának alapját, a kiállító hatóság megnevezését, a kiállító hatóság nedves körbélyegzőjének lenyomatát, a kiállítás helyét és időpontját, a személyi igazolványt kiállító személy aláírását.
A könyvecskében önálló oldalakat biztosítottak az állandó lakcím változásai számára (a 4. oldaltól a 7. oldalig). A különleges bejegyzéseket a 8. oldaltól a 11. oldalig, az ideiglenes lakásváltozásokat a 12. oldaltól a 17. oldalig jegyezték be. A további oldalakon a személyi igazolvány tulajdonosának családi állapotát, házastársának nevét, születési helyét és idejét, a házasságkötés helyét és idejét, valamint az anyakönyvi változásokat, a 16 éven aluli gyermekeinek, valamint a gyámság, gondnokság alatt állóknak a születési adatait, munkakönyvének számát, szakképzettségét, munkáltatójának nevét és pontos címét, „alkalmaztatásának minőségét” és munkaviszonyának kezdetét. Az igazolvány helyettesítette a születési, házassági és halotti anyakönyvi kivonatokat, az állampolgársági bizonyítványt, valamint hitelt érdemlően igazolta az állandó és ideiglenes lakás be-, illetőleg kijelentését és a munkahelyet. A személyi igazolványba csak az igazolványt kiállító rendőri hatóság és az erre feljogosított szervek tehettek bejegyzést.

### 1957–1969
1957-től a személyi igazolvány külső megjelenése lényeges változást mutatott, mert az 1947. évi államcímert felváltotta az 1957-ben a Magyar Alkotmány 74. § alapján a Magyar Népköztársaság új címere. („Kétoldalt búzakoszorúval egybefogott világoskék mezőben álló, ívelt oldalú, piros–fehér–zöld színű pajzs. A búzakoszorút balról piros-fehér-zöld, jobbról vörös színű szalag fonja át, a pajzs közepén elhelyezett ötágú vörös csillag aranyszínű sugarakat bocsát a mezőre.”) Az 1957–1990 között forgalomban lévő, sőt érvényessége szerint „határidő nélküli”-ként forgalomban is maradó személyi igazolvány mérete, oldalszáma változatlan maradt: 8×12 cm méretű bordó színű bőrvászonnal bevont karton fedőlapos, 32 oldalas könyvecske.

#### Fekete személyi igazolványok
1955. június 17-én a BM Kollégium Piros László államvédelmi altábornagy (1954 júliusától belügyminiszter) elnökletével meghozza az 5-65/1955 sz. „szigorúan titkos” határozatát: „Biztosítani kell a kóbor cigányok személyi igazolvánnyal való ellátását. Részükre egy évig érvényes, ideiglenes – a rendes személyi igazolványtól formájában és tartalmában eltérő – személyi igazolványt kell kiadni.”  Határidő: augusztus 15. Felelős: Pőcze Tibor rendőr vezérőrnagy, miniszterhelyettes.
A rendelkezésre álló dokumentumok. arra utalnak, hogy az ún. „kóbor cigányok” számára kibocsátandó fekete személyi igazolványok koncepciója a Belügyminisztériumban fogalmazódott meg, a személyi igazolványrendszer országos bevezetése után, mintegy pótlólagos intézkedésként, belső javaslat alapján.
Országos parancsként a Belügyminisztérium Országos Rendőrkapitánysága által kiadott Rendőrségi utasítások 7. számában (1955. évi október 11. – november 3.) jelent meg: „A rendszeresített ideiglenes igazolvánnyal kell ellátni azokat a kóbor, munkakerülő életmódot folytató személyeket, akik csavarognak, feltehetően kisebb-nagyobb bűncselekményekből tartják fenn magukat és az előírt okiratokkal, lakás-, valamint munkahely-igazolással nem rendelkeznek. Ennek érdekében az említett kóbor-, csavargó személyek birtokában lévő állandó személyi igazolványokat felül kell vizsgálni. A szabályellenesen kiadott állandó igazolványokat be kell vonni.”
A Pest Megyei Tanács elnökhelyettese 1958-ban beadvánnyal fordult Biszku Béla belügyminiszterhez. Ebben értesíti a belügyminisztert, hogy a Pest Megyei Tanács Végrehajtó Bizottsága megtárgyalta a megye területén élő cigány dolgozók helyzetét. „A Végrehajtó Bizottság elsősorban társadalmi, egészségügyi és művelődésügyi helyzetükkel foglalkozott. A vita során a Végrehajtó Bizottságnak több tagja kifogásolta a kettős személyi igazolvánnyal való ellátásukat. Ugyanis a vándorcigányok fekete színű személyi igazolvánnyal rendelkeznek. Maga a Végrehajtó Bizottság sem helyesli ezt a megkülönböztetést, fekete személyi igazolványok rendszeresítését. Kérjük Belügyminiszter Elvtársat, szíveskedjék tájékoztatni a megyei tanács Végrehajtó Bizottságát a megkülönböztetés, illetőleg a fekete személyi igazolványok rendszeresítésének szükségességéről.”
A fekete személyi igazolványok (évenkénti megújítási kötelezettséggel) több mint öt éven keresztül érvényben maradtak. Az ORFK Igazgatásrendészeti Osztálya 1962. január 5-én jelentette, hogy a „szocialista törvényesség és humanizmus” e nem mindennapi szüleményét 1961 első negyedében megszüntették az általános személyi igazolvány-cserék keretében: „A helyes munkaszervezés eredményezte, hogy kb. 200 000 állampolgár lejárt személyi igazolványának kicserélése határidőre megtörtént. A kóbor személyek részére rendszeresített BZ [az ún. fekete] ideiglenes személyi igazolványok kicserélése még az év első negyedében megtörtént. Ezzel megszüntettük az állampolgárok ilyen vonatkozásban történő faji megkülönböztetését.”

### 1969–1979
A belügyminiszter 3/1969. (XI.17.) rendelete a személyi igazolványokról, a 4/1969.(XI.17.) BM rendelet a magyar állampolgárok lakcímének bejelentéséről és nyilvántartásáról intézkedik. A rendelet szerint: A Magyar Népköztársaság területén állandó jelleggel tartózkodó valamennyi magyar állampolgár köteles a személyi igazolványt abban az évben kiváltani, amelyikben a 14. életévét betölti, illetőleg amikor a kiváltásra jogosulttá válik. (Az 1954. évi rendelet még a 16. évet jelölte alsó korhatárként.) A szülők személyi igazolványába a 18 éven aluli gyermekek nevét, születési helyét és idejét kell bevezetni, szemben az 1954. évivel, amikor is a bejegyzési kötelezettség a 16 év alatti gyermekekre vonatkozott. A személyi igazolvány érvényessége 18 éven alul 4 év, 18–25 év között 7 év, 25–55 év között 10 év és határidő nélküli az 55 éven felüli személyek részére.
A rendelet 3. §-a szerint az új kiadású személyi igazolvány tartalmazza továbbá a katonai bejegyzéseket, a katonai igazolvány száma, a változásokat a 28. oldalon, a tudnivalókat a 29–30. oldalon, a személyi igazolvány érvényességének meghosszabbítására szolgáló rész helye pedig a 31. oldal, amely tartalmazza a személyi igazolvány tulajdonosának fényképét és az érvényesség határidejét.

### 1979–1985

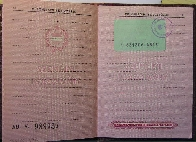
Utólag a személyi igazolványba ragasztott személyi szám

A Magyar Népköztársaság Elnöki Tanácsának 1974. évi 8. számú törvényerejű rendeletének 6. §. (1) pontja szerint „az állami népességnyilvántartásban egységes személyi számot kell bevezetni”. A személyi számnak a személyi igazolványba és a lakhatási engedélybe történő bevezetéséről rendelkező 24/1974. (VI.6.) MT rendeletre hivatkozva a 3/1979. (IX.16.) BM rendelet intézkedik a végrehajtásról: 1.) A személyi igazolványba, illetve a lakhatási engedélybe tulajdonosa személyi számát – a személyi szám első ízben történő kiadása alkalmával – az állandó lakóhely szerint illetékes városi, fővárosi kerületi tanács végrehajtó bizottságának igazgatási feladatot ellátó szakigazgatási szerve, a megyei városi kerületi hivatal, illetőleg a községi tanács végrehajtó bizottságának szakigazgatási szerve vezeti be. (A bevezetésekor külön kellett egy kis zöld számocskát beragasztani.) 2.) Az 1981. évi január hó 1-je után csak a tulajdonosa személyi számát tartalmazó személyi igazolvány érvényes. Az 1969-ben kiadott belügyminiszteri rendelet személyi igazolvánnyal kapcsolatos felsorolása a személyi szám bevezetésével bővült.

### 1985–1990
A belügyminiszter 5/1985. (XII.22.) rendelete a személyi igazolványokról az addig érvényben lévő szabályozáshoz képest változtatásokat vezet be: a személyi igazolvány tartalmazza [...] egyetemi doktori címét és tudományos fokozatát; nyugdíjas esetében e minőségét és a nyugellátást folyósítási törzsszámát. A személyi igazolvány érvényességi ideje ekkor: 20 éven aluliak részére 6 év, 20–50 év között 15 év és határidő nélküli az 50 éven felüli személyek esetében.

### 1990–1999
A rendszerváltás után lényeges formai és tartalmi változásokat vezettek be. A korábbi kemény kötésű igazolványt egy 80×115 mm méretű bordó színű, puha borítású, 16 oldalas könyvecske váltotta fel. A borítófedelek külső oldalának a felső részén a MAGYAR KÖZTÁRSASÁG felirat, közepén a Magyar Köztársaság koronás kiscímere látható. („Hegyes talpú hasított pajzs. Első mezeje vörössel és ezüsttel hétszer vágott. A második vörös mezejében zöld hármas halomnak aranykoronás kiemelkedő középső részén ezüst kettős kereszt. A pajzson a magyar Szentkorona nyugszik.”) Az igazolvány borítójának záró belső oldala az érvényesség meghosszabbítására szolgál. Az 1. számozott oldalon a fénykép és a személyi adatok, a 2. oldalon az érvényességi idő és személyi adatok, valamint: „A Magyar Köztársaság állampolgára” felirat, a 3–4–5. oldalon az állandó lakcím, a 6–7. oldalon a különleges bejegyzések, a 8–9–10. oldalon az ideiglenes lakcím, a 11–12. oldalon a tudnivalók találhatók.
Az Alkotmánybíróság 15/1991. (IV.13.) határozatában az 1986. évi 10. trv-t és végrehajtási rendeletét alkotmányellenesnek nyilvánította és megsemmisítette az ezzel kapcsolatos szabályokat. Ennek megfelelően a kormány elvi állásfoglalást tett, amelynek értelmében az 1991. április 13-a után kiállított személyi igazolványok már nem tartalmaztak személyi számot.
1992-től a személyi igazolvány adattartalma lényegesen megváltozott: a személyekkel kapcsolatos okmányok kiadásában alapvető változásokat eredményezett az 1992. évi LXVI. törvény a polgárok személyi adatainak és lakcímének nyilvántartásáról, illetve a 168/1999. (XI. 24.) kormányrendelet a személyazonosító igazolvány kiadásáról és nyilvántartásáról. Míg az 1954 és 1988 között érvényes személyi igazolványok a személy igazolására 15 pontban határozták meg a szükséges adatokat, az 1992. évi törvény szerint a személyazonosító igazolvány már csak a személy nevét, születési helyét, idejét, az állampolgárságot, anyja nevét, lakcímét, arcképét, saját kezű aláírását, a személyazonosító igazolvány sorszámát és az érvényességi időt tartalmazza. Bár a törvény már személyazonosító igazolványról beszél, 1999-ig a „személyi igazolvány” felirat volt olvasható az iratokon.
Létrehozták az Országos Személyiadat- és Lakcímnyilvántartó Hivatalt, mely a polgár személyazonosító igazolványának kiadásával, nyilvántartásával kapcsolatos ügyekért felelt (jogutódja a KEKKH).
A koronás kiscímerrel nyomtatott személyi igazolványoknak két további kiadása ismert. Az egyikben a nyomtatáskor a személyi számokra szolgáló rubrikák is kerültek, és csak ebben különbözik az előzőekben ismertetettektől. A második az utolsó olyan, könyvecske alakú igazolvány, amelyben az elnevezések már megegyeznek a 2000. évben kiadott igazolványkártyákéval, így az állandó lakcím helyett a LAKÓHELY, az ideiglenes lakcím helyett pedig a TARTÓZKODÁSI HELY kifejezés kerül.

### 2000–2015

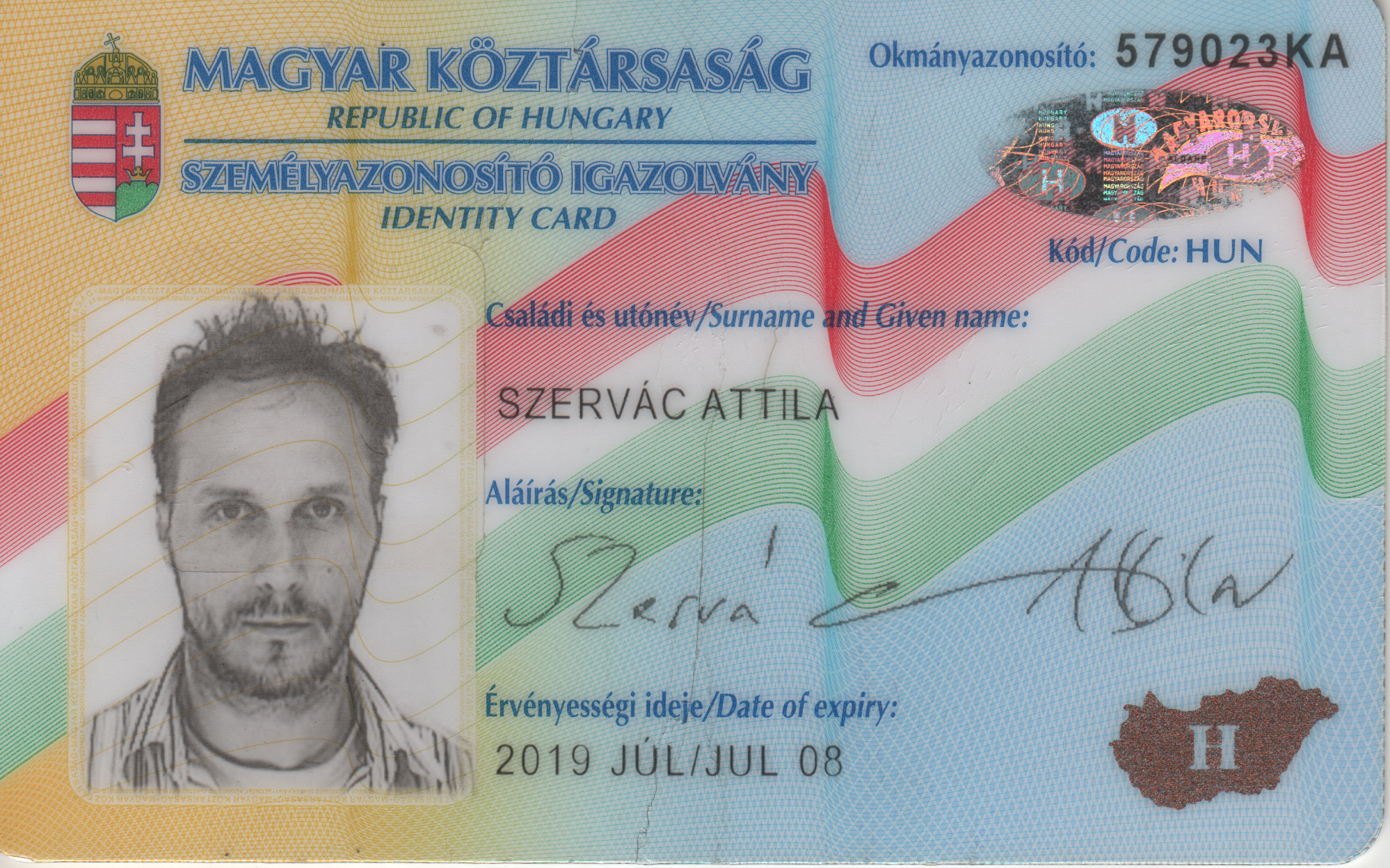
A 2015-ig kiállított személyazonosító igazolvány előlapja

A 2000. január 1-jén bevezetett kártya formátumú személyazonosító igazolvány a korábbi papír személyi igazolvány funkcióját a külön lakcímet igazoló hatósági igazolvánnyal együtt tölti be.
A bankkártya formájú személyazonosító igazolvány tartalmazza a polgár nevét, születési helyét, születési idejét, állampolgárságát, anyja nevét, arcképét, saját kezű aláírását, a személyazonosító igazolvány sorszámát és érvényességi idejét, az igazolvány kiállításának keltét, a kiadó magyar állam ISO 3166-2 kódját és a kiállító hatóság nevét. Az igazolvány az adatokat gépi olvasására alkalmas adatsor formájában is tartalmazza. A polgár állandó személyazonosító igazolványának meghatározó alapszíne kék.

### 2016–

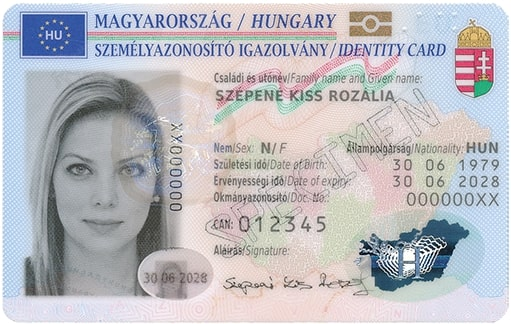
A 2016-tól kiállított eSzemélyi előlapja

A 2016. január 1-től kibocsátott eSzemélyi tartalmaz egy magas biztonságú tárolóelemet (chipet) is, amelyen a személyazonosító adatok mellett az állampolgárok döntésétől függően az ujjnyomatuk, az elektronikus aláírás létrehozásához szükséges adataik, illetve a társadalombiztosítási és adóazonosító jelük is eltárolható.